# Tarevci
Tarevci är en ort i Bosnien och Hercegovina.   Den ligger i entiteten Republika Srpska, i den norra delen av landet, 120 km norr om huvudstaden Sarajevo. Tarevci ligger 167 meter över havet och antalet invånare är 2 322.
Terrängen runt Tarevci är platt åt nordost, men åt sydväst är den kuperad. Närmaste större samhälle är Odžak, 7,8 km nordost om Tarevci. 
Trakten runt Tarevci består till största delen av jordbruksmark. Runt Tarevci är det ganska tätbefolkat, med 67 invånare per kvadratkilometer.